# Либохова, Ирма
Ирма Либохова (алб. Irma Libohova, род. 14 апреля 1959 г.  в г. Тирана, Албания) — албанская певица и автор песен. 

## Биография
Либохова родилась в Тиране в семье, происходящей из Либоховы. Она дебютировала на Албанском национальном фестивале Festivali i Këngës в декабре 1978 года. Либохова стала известна в 1980-х годах благодаря своему стилю пения, полному энергии, и мощному голосу. За свою карьеру она завоевала несколько призов, некоторые из них на Национальном фестивале, например, в 1983 году с "Zgjodha njeriun" (Я выбрала человека), в 1987 году "Nuk e harroj" (Я этого не забываю) - победитель 26-го выпуска, в 1988 году с "Dy shoqe ne dhe duhemi si motra" ("Две подруги и обнимают друг друга, как сёстры"), 1991 с "Horoskopi" ("Гороскоп"), 1996 с "Gjethet e shtatorit" ("Сентябрьские листья") и другие недавние конкурсы, такие как "Kënga Magjike" 2000 года с "1001 ëndrra" ("1001 мечта"), 2004 с "Prapë tek ti do vij" ("Я вернусь к тебе") (2004) и др. Она старшая сестра албанской певицы Эранды Либоховой.